# Charles Dekeukeleire
Charles Dekeukeleire (Fiammingo: Karel Dekeukeleire) (Ixelles, 27 febbraio 1905 – Werchter, 2 giugno 1971) è stato un regista e saggista belga.

## Biografia
Dekeukeleire è stato, insieme a Henri Storck, uno dei grandi pionieri del cinema belga, "il più grande precursore ed inventore dell'arte cinematografica belga". Fu fortemente ispirato dalla corrente del cinéma pur dell'avanguardia artistica francese, in particolare da Germaine Dulac.

### Inizi
Nato da genitori fiamminghi, si appassiona precocemente per il cinema. Studiò al Boniface College e da giovane era piuttosto tranquillo, introverso e serio, fortemente religioso. Frequentò i cinema club, e presto si occupò di critica cinematografica dopo aver lasciato il college nel 1923, partecipando all'avanguardia letteraria e artistica negli anni venti del XX secolo, vicino alle teorie cinematografiche di Germaine Dulac. Sue figure di riferimento sono Germaine Dulac, Jean Epstein, Marcel L'Herbier, Louis Delluc, ma anche Dziga Vertov et Sergej Michajlovič Ėjzenštejn.
Nei cinema club Dekeukeleire fu colpito, da Fièvre di Louis Delluc e da La roue di Abel Gance. All'inizio della sua carriera fu influenzato dalle teorie di Louis Delluc e dell'avanguardia francese con il suo estetismo e formalismo, il carattere lirico e il surrealismo. Il suo primo film che rispettò queste tendenze fu il cortometraggio Combat de boxe (1927), lavoro di grande successo in Francia; realizzato in condizioni assai precarie ma con l'apporto di veri pugili, utilizza con virtuosismo tutte le risorse del nuovo linguaggio cinematografico. Accorto cinefilo, trae tuttavia la sua ispirazione anche dagli artisti plastici, quali Man Ray, Fernand Léger o Marcel Duchamp. 
Prosegue le sue ricerche formali con Impatience (1928), e da un'altra opera sperimentale, Histoire de détective (1929), nelle quali il regista intendeva creare poesie cinematografiche, invece che usare la macchina da presa per riprodurre la realtà, attribuiva soprattutto una funzione sociale alla cinematografia.
Sempre negli anni '20 redige numerosi articoli per le riviste 7 Arts (una arguta pubblicazione animata dai fratelli Bourgeois, Pierre Bourgeois, il poeta, e Victor Bourgeois, architetto), Nouvelle Équipe,  e Les dernières Nouvelles.

### Tre film sperimentali d'avanguardia
Nel 1927 Charles Dekeukeleire, avvalendosi dell'aiuto di Antoine Castille per la ripresa fotografica, realizza nella propria abitazione il film Combat de boxe, basato su una poesia di Paul Werrie. Per questa pellicola Dekeukeleire ingaggia dei pugili professionisti, fra i quali il campione belga dei pesi leggeri. L'alternanza brutale di scala dei piani di ripresa, l'uso della sovraimpressione, il susseguirsi di inquadrature molto brevi del pubblico (in negativo) e il combattimento (sotto un'angolatura estrema) fanno di questo film uno dei più minuziosamente costruiti di tutti gli anni '20.
Nella stessa location, gira, l'anno successivo, Impatience, il suo capolavoro, prossimo all'estetica del futurismo. Come ha dichiarato Dekeukeleire alla presentazione del film "lo sguardo dello spettatore deve adattarsi, lasciarsi scivolare all'interno del film per gustare gli avvenimenti, i tratti in rallentatore, i rivolgimenti, gli spasmi, le contrazioni che i vari frammenti, di durate che variano da 1/24º a 1/25º di secondo, producono. Il desiderio di un contatto carnale con la macchina da presa è alla base di questo film. In questo dramma con quattro personaggi (la Montagna, la Motocicletta, la Donna e i Blocchi astratti) il corpo meccanico, quello della motocicletta, è associato con insistenza al corpo femminile, dapprima vestito con abbigliamento in cuoio, poi nudo. Attraverso il montaggio filmico, Dekeukeleire decostruisce i due corpi, i cui vari pezzi si scambiano fra loro. Il risultato è una sorta di simbiosi moto/donna molto suggestiva, a tratti sensuale. Questi due personaggi, la Moto e la Donna, in seguito entrano in interazione con la Montagna e con i Blocchi astratti, come se il regista avesse avuto l'intenzione di mettere in scena delle analogie profonde fra il mondo umano, quello animale, quello vegetale e quello meccanico. Impatience ebbe la sua prima il 13 marzo 1928 al Cineclub di Ostenda, da poco istituito da Henri Storck.
Nel 1929 realizza Histoire de détective, una sorta di collage di ispirazione surrealista, la cui intricata vicenda è girata in soggettiva. Il detective del film adopera una macchina da presa come strumento di indagine investigativa. La cinepresa, con la sua soggettività, diventa quindi il personaggio principale.
Questi primi tre film muti d'avanguardia hanno fatto sì che il regista venisse annoverato fra gli autori significativi della storia del cinema e dell'arte.
Il film Witte vlam (1930), dedicato ad un pellegrinaggio alla torre dell'Yser, chiude il periodo sperimentale di Dekeukeleire.

### Dopo il 1930
In seguito Dekeukeleire abbandonerà progressivamente l'avanguardia in favore della realizzazione di film commissionati e finanziati da istituzioni pubbliche o private. Per quanto nati da finalità pubblicitarie, questi documentari rimangono in ogni caso delle importanti testimonianze etnografiche. Nel 1936, per esempio, come già aveva fatto Antoine Castille e come di lì a poco farà Henri Storck, Charles Dekeukeleire realizza un documentario dedicato al folclore belga: Processions et carnavals (Processies en karnavals: questo cortometraggio, di 15 minuti, esiste in due versioni, una con la voce fuori campo in francese, una in olandese). Il regista trasporta lo spettatore dapprima a Bruxelles, in compagnia dei giganti Mieke e Janneke; poi ad Hakendover, dove i contadini bevono l'acqua miracolosa e dove il pellegrinaggio alla Vergine garantisce un buon raccolto; a Tournai, dove, una volta all'anno, si porta in processione il reliquiario di Sant'Eleuterio, il primo vescovo della città; a Thuin, per la sfilata militare di Saint-Roch; a Furnes, per la processione dei Penitenti; a Mons, per la festa di San Giorgio che abbatte il drago; ed infine a Binche per il famoso carnevale.
La filmografia del cineasta comprende circa 80 documentari (per committenti civili, industriali, turistici, etc.), fra i quali si distingue Thema's van de inspiratie (premiato com la medaglia d'oro alla 6ª Mostra internazionale d'arte cinematografica di Venezia del 1938), una ricerca delle equivalenze fra i paesaggi e la popolazione delle Fiandre e le grandi opere pittoriche degli artisti fiamminghi.
Dal 1932 al 1933 viene nominato corrispondente per il Belgio dalla società Gaumont e da Germaine Dulac, che controllano France-Actualités.
Dekeukeleire è parimenti uno dei grandi nomi del cinema coloniale belga, con un'opera che riflette lo spirito nonché i pregiudizi dei tempi, Verschroeide aarde (Terres brulées, 1934), che narra di una spedizione automobilistica nel Congo belga, e venne considerato il suo risultato più maturo.
Due film di fiction interrompono la carriera di documentarista di Dekeukeleire. Nel 1937 realizza un dramma contadino intitolato Le Mauvais Œil, tratto dall'opera teatrale De vertraagde film (1922) di Herman Teirlinck, che ne cura la sceneggiatura, girato nei dintorni di Audenarde (nelle Ardenne fiamminghe) con attori non professionisti. Il secondo è il film di fantascienza del 1954, La chasse au nuage, il cui insuccesso mette in difficoltà il regista. Egli si rivolge dunque a due giornalisti (Antoine Allard e Armand Bachelier) per aiutarlo a scrivere delle scene altamente autoironiche, interpretate da Paul Frankeur (che, due anni prima, aveva recitato nell'unico lungometraggio di fiction di Henri Storck, Le Banquet des fraudeurs). Ciò non valse a salvare il film (ora rinominato Un nuage atomique), che non conobbe ulteriore diffusione. Questo insuccesso influì negativamente sul morale del cineasta, che si lamentava della mancanza di risorse finanziarie.
Nel 1950, in previsione delle riprese per La chasse au nuage,  Dekeukeleire fece costruire a Waterloo un teatro di posa personale, con tanto di palcoscenici, studio di registrazione, laboratori per la costruzione della scenografia, ed anche alloggi per gli attori. Scontrandosi con diverse difficoltà tuttavia il cineasta iniziò a rivolgersi alla televisione (la Radiodiffusion-Télévision belge in lingua francese, RTB, e soprattutto la Vlaamse Radio-en Televisieomroep, VRT, la telediffusione pubblica belga di lingua olandese). Realizzerà della fiction e dei programmi televisivi.
Charles Dekeukeleire ha realizzato non meno di 100 film, esercitando nel contempo l'attività di critico cinematografico. Ha scritto L'émotion sociale e Le cinéma et la pensée (Édition Lumière, Bruxelles, 1947). È stato inoltre produttore di alcuni dei film su commissione, la regia dei quali ha affidato ad altri (come Le trouble-fête (1948) di Lucien Deroisy). Dalla fine del 1947 alla fine del 1950, Dekeukeleire si è avvalso, come assistente, di Jean Harlez.

### Durante l'occupazione
In un suo libro del 1999, Frédéric Sojcher cita una lettera datata 27 marzo 1941 e firmata da Antoon Van Dyck, direttore dell'Institut National de Radiotechnique de la Cinématographie (Inraci), organo che si era messo al servizio della propaganda nazista durante l'occupazione del Belgio da parte dei tedeschi nella seconda guerra mondiale. Van Dyck vi affermerebbe di "essersi assicurato la collaborazione di Charles Dekeukeleire e di Henri Storck, e di altre personalità competenti, al fine di creare una comunità di lavoro per il film culturale fiammingo". È dubbio se il fatto corrisponda a realtà, in ogni caso, pur collocando l'episodio nel suo contesto storico, rimane il fatto che Charles Dekeukeleire, come peraltro numerosi altri cineasti belgi, ha continuato a girare documentari sotto l'occupazione tedesca.

### Vita privata
Charles Dekeukeleire si è sposato nel 1937. Il 26 novembre 1962, all'età di 57 anni, è stato vittima di un ictus cerebrale che lo ha reso parzialmente paralizzato. Si è allora ritirato nella propria casa di Werchter. 

## Opere

### Saggi
- Réforme du cinéma (1930);
- Afrique (1940);
- L'émotion social (1942);
- Le cinéma et la pensée (1947).

### Filmografia
1927
- Combat de boxe

1928
- Impatience

1929
- Histoire de détective

1930
- Witte vlam
- Dixmude

1931
- Santé, notre droit
- Travailleurs! Ouvrez les yeux!

1932
- Terres brûlées

1934
- Visions de Lourdes

1936
- Open signalen
- Symphonie florale
- De Wol
- Processions et carnavals

1937
- Het Kwade Oog (Le Mauvais Œil)
- Het Leder

1938
- Images du travail
- De Christelijke vakbeweging
- Le canal Albert
- Thema's van de inspiratie (titolo francese: Thèmes d'inspiration)
- Chanson de toile

1939
- La Conserve alimentaire
- Les Noirs évoluent
- L'Acier, co-regia con Lucien Deroisy. Film di promozione per la fiorente industria siderurgica belga, prodotto con la consulenza tecnica del Centre Belgo-Luxembourgeois de l'acier.
- Stijl

1942
- Au service des prisonniers
- Entr'aide
- Secours d'hiver

1943
- Images de banque
- Nos enfants

1945
- Verkwist geen Haring

1946
- La Vie recommence, co-regia con Lucien Deroisy[12].
- L'Usine aux champs
- Métamorphoses

1947
- Maisons
- Féerie
- Le Fondateur

1948
- Diamant
- Le Trouble-fête, produttore; regia di Lucien Deroisy
- Images de la création
- In het land van Thijl Uilenspiegel
- Prends garde
- Les Pères
- Les Usines de ACEC

1949
- 21 juillet
- Le Capiage
- L'Espace d'une vie
- 900 hommes
- Au-delà des saisons

1950
- Clôtures
- Métiers d'art de Flandres et de Wallonie
- Nocturne
- Notre grand patron
- Les Polders

1951
- Une question de gros sous
- Beauté, mon souci
- Langs het spoor (titolo francese: Voyage au pays du rail)
- L' Homme à la ville
- La Banque de Bruxelles

1952
- Bloemen
- Danse en forme de poudrier
- Les Expériences du professeur Michotte
- Faire farce
- Prestaties
- Hainaut, terre tenue des dieux et du soleil
- Installations pétrollières à Anvers
- Luchtmacht
- Schoenmaker blijf bij uw leest (Titolo francese: Chausseur sachez chausser)

1953
- L'Abbaye de Maredsous, film televisivo
- Humor in hout, film televisivo

1954
- Noblesse du bois
- L'Alerte
- Le Petit nuage/La chasse au nuage/Le nuage atomique

1955
- Trois villes d'eau belges
- Fil d'acier
- Vers un monde nouveau

1956
- Een Kermishoedje, film televisivo
- Het Museum voor folklore, film televisivo

1957
- Charles-Quint: destin d'un empire 1, film televisivo

1958
- Charles-Quint: destin d'un empire 2, film televisivo
- Kiemen van het licht

1962
- Poëzie in 625 lijnen, film televisivo